# 팡샤오둥
팡샤오둥(중국어 간체자: 方晓东, 병음: Fāng Xiâodōng, 한자음: 방효동, 2000년 8월 4일 ~ )은 중국의 가수이자 배우이다.